# Комарівська сільська територіальна громада
Комарівська сільська громада — територіальна громада в Україні, у Ніжинському районі Чернігівської області. Адміністративний центр — село Комарівка.
Площа громади — 360,23 км², населення — 4205 мешканців (2018).

## Історія
Громада утворена 1 листопада 2016 року шляхом об'єднання Берестовецької, Комарівської, Красносільської, Прохорівської, Смолязької та Ховмівської сільських рад Борзнянського району.
12 червня 2020 року, відповідно до розпорядження Кабінету Міністрів України № 730-р «Про визначення адміністративних центрів та затвердження територій територіальних громад Чернігівської області», до складу громади були включено населені пункти Степанівської сільської ради Борзнянського району .

## Населені пункти
До складу громади входять 1 селище (Запоріжжя) та 14 сіл: Березівка, Берестовець, Воловиця, Ворона, Іллінці, Комарівка, Красносільське, Линівка, Прохори, Сидорівка, Смоляж, Степанівка, Ховми, Шевченка.